# جويل كارمايكل
جويل كارمايكل (بالإنجليزية: Joel Carmichael)‏ هو صحفي ومؤرخ ومترجم أمريكي، ولد في 31 ديسمبر 1915 في نيويورك في الولايات المتحدة، وتوفي في 27 يناير 2006 في مانهاتن في الولايات المتحدة.

## وصلات خارجية
- جويل كارمايكل على موقع IMDb (الإنجليزية)